# Planungshorizont
Planungshorizont (oder Planungszeitraum, Planungsperiode) ist bei Planungen der Zeitraum, für den geplant werden soll.

## Allgemeines
Wichtige Merkmale der Planung sind in der Betriebswirtschaftslehre Planungsgegenstand, Planungssubjekt, Planungsdaten und Planungszeitraum. Planungsgegenstand können etwa die künftig bestehenden Arbeitsplätze in einem Unternehmen sein, Planungssubjekt ist der Entscheidungsträger, der die Arbeitsplatzplanung zu verantworten hat, Planungsdaten sind insbesondere die künftig erforderliche Personalkapazität. Der Planungshorizont bestimmt die zeitliche Reichweite der Planung und ist ein wesentliches Gestaltungsmerkmal jeder Planung. Die Länge des Planungshorizonts hängt von drei Größen ab:
- von den Unternehmenszielen, aus denen sich der Handlungszeitraum ergibt (z. B. kurz- oder langfristige Gewinnmaximierung);
- von der Bedeutung des Entscheidungsproblems für das Unternehmen (z. B. kurzfristig wirkende Entscheidungen über den Marktpreis oder langfristig wirkende Investitionsentscheidungen) und
- von den Möglichkeiten der Informationsgewinnung für die Entscheidungen (z. B. je weiter der Planungshorizont in die Zukunft reicht, umso unvollkommener ist die Datenlage).

Planungsperioden sind nach Jan Tinbergen durch einen „ökonomischen Horizont“ begrenzt, er bildet die zeitliche Obergrenze der Planbarkeit. Jenseits dieses Horizonts gibt es keine echten Prognosen und Wahrscheinlichkeiten mehr, sondern es gibt noch logische Alternativen bei hoher statistischer Unsicherheit. Deshalb ist der Planungshorizont so zu wählen, dass der risikopolitische Horizont kleiner oder gleich dem ökonomischen ist.

## Planungszeitraum und Wahrscheinlichkeiten
Die zeitliche Reichweite einer Planung ist von Bedeutung, weil die Prognosesicherheit bei kurzen Planungshorizonten (beispielsweise 1 Tag) – bei gleichen Planungsdaten – wesentlich größer ist als bei langen Zeiträumen (5 Jahre). Je länger der Planungshorizont ist, desto unvorhersehbarer werden die zukünftigen Ereignisse und desto schwieriger wird die Schätzbarkeit von deren Eintrittswahrscheinlichkeiten. Das liegt daran, dass die Eintrittswahrscheinlichkeiten mit zunehmendem Planungshorizont sinken. Je weiter die zu planenden Handlungen und Handlungsfolgen in der Zukunft liegen, desto unbestimmter ist das Eintreten zukünftiger Ereignisse und desto größer ist die Wahrscheinlichkeit einer Abweichung der Planung von der späteren Realisierung. Umgekehrt ist die Planung umso genauer, je sicherer die Daten sind und je kürzer der Planungshorizont ist. Hat ein Unternehmen beispielsweise mit allen Kunden dreimonatige Lieferverträge geschlossen, so kann es bei einem Planungshorizont von einem Monat mit hoher Wahrscheinlichkeit die Erlöse aus diesen Verträgen voraussagen und einplanen. Bei einem Planungshorizont von einem Jahr hingegen sind die bestehenden Lieferverträge abgelaufen und möglicherweise nur teilweise verlängert worden: die Erlöswahrscheinlichkeit ist bereits als gering einzustufen. Je länger mithin ein Planungshorizont ist, umso schlechter wird die Qualität der verfügbaren planungsrelevanten Informationen. Die Wahl des Planungshorizonts entscheidet also darüber, mit welchen Eintrittswahrscheinlichkeiten während des Planungshorizonts gerechnet werden kann.

## Planungszeitraum und Planungsdaten
Die Prognosesicherheit hängt auch von den zur Verfügung stehenden planungsrelevanten Daten (Informationen) ab. Je höher der Aggregationsgrad der Daten, desto größer ist die Prognosesicherheit für einen längeren Prognosezeitraum und umgekehrt. Die Unsicherheit der Planungsdaten nimmt mit größerem Planungshorizont zu. Das liegt an der unvollkommenen Information über die zukünftige Entwicklung, die zu einer unvollkommenen Voraussicht (Vorhersehbarkeit) führt. Die im Zeitablauf zunehmende Unvollkommenheit von Informationen wird in der Fachliteratur primär als Ursache für die Begrenzung des Planungszeitraums genannt. Der „ökonomische Horizont“ limitiert wegen der unvollkommener werden Informationslage den Planungszeitraum. Deshalb ist der Planungszeitraum wegen der zunehmenden Ungewissheit begrenzt.

## Arten
Nach der Länge des Planungshorizonts unterscheidet man in der Betriebswirtschaftslehre zwischen kurz-, mittel- und langfristiger Unternehmensplanung. Bei der zeitlichen Dauer der Planungshorizonte ist zu bedenken, dass diese je nach Wirtschaftszweig variieren kann. In zyklischen Branchen (etwa Telekommunikation) gibt es kürzere Planungshorizonte als in weniger zyklischen Branchen (Energieversorger). Die kurzfristige Planung erstreckt sich über einen Zeitraum von einem Monat, die mittelfristige über ein bis zwei Jahre und die langfristige Planung deckt einen Planungshorizont von drei, fünf oder zehn Jahren ab. Die kurzfristige Finanzplanung befasst sich beispielsweise insbesondere mit der Liquiditätsplanung (Cash Management, Liquiditätsmanagement), die mittelfristige berücksichtigt bereits geplante Investitionen und ihre Finanzierung, die langfristige Finanzplanung hat das Unternehmen in seiner langfristigen Strategie zu begleiten. In der Praxis kann der Planungshorizont zwischen wenigen Sekunden (Spontankauf durch Verbraucher) und 20 oder mehr Jahren liegen (Stadtplanung, Infrastrukturplanung wie Nahverkehrsplan oder Braunkohletagebau).
Bei der Feinplanung liegt ein kurzer Planungszeitraum mit exakten Planungsdaten zugrunde, während die Grobplanung durch einen langen Planungshorizont mit verdichteten Daten gekennzeichnet ist.

## Folgen
Die Festlegung des Planungszeitraums ist eine ökonomische Entscheidung, die auf einer Kosten-Nutzen-Analyse beruht. Die Ausdehnung des Planungshorizonts verursacht nämlich zusätzliche Kosten für die Informationsbeschaffung, die als Planungskosten nur dann vertretbar sind, wenn der aus dem längeren Planungszeitraum resultierende Planungsnutzen aufgrund einer besseren Auswahl von Handlungsalternativen größer ist als die Planungskosten. Im Regelfall beschränken sich Unternehmen auf kurz- und mittelfristige Planung (operative Planung), während sie die langfristige strategische Planung mit geringen Planungskosten betreiben.

## Bankwesen
Im Bankwesen gibt es spezifische Organisationsmittel wie die Liquiditätsablaufbilanz, welche die kurz- bis mittelfristige Liquiditätsplanung umfassen und ein Liquiditätsrisiko ausschließen sollen. In der Anlageberatung ist der Planungshorizont der Zeitpunkt, bis zu dem ein Anleger über sein eingesetztes Kapital wieder verfügen möchte.